# Museo Marítimo Nacional de Corea del Sur
Museo Marítimo Nacional, Corea del Sur es un museo marítimo de Corea y el tercer museo más grande de Corea del Sur. Fue inaugurado el 9 de julio de 2012, y se encuentra en Busan. Exhibe en sus salas más de 12.000 reliquias marítimas, incluyendo el 'Joseon Misional Ship', que es la réplica más grande de Corea del Sur - la mitad del tamaño del buque real. El museo cuenta con 2 pisos con 4 principales salas de exposiciones y una sala de exposiciones especiales.
En Exposición 1, "Patrimonio Cultural Subacuático de Wando," cerca de 3.000 reliquias de cerámica de Goryeo excavadas justo al lado del mar Eoduri, distrito Wando, y el barco de madera de la dinastía Goryeo (918 ~ 1392) se exhiben. El barco Wando es un modelo del barco original, la mitad del tamaño de la nave original. Se puede ver el paisaje alrededor de la vieja mar y aprender sobre la historia de la excavación marina del mundo en esta sala de exposiciones.
En Exhibición 2, "Patrimonio Cultural Subacuático de Sinan," se pueden ver 22 000 piezas de barcos Chinos del siglo XIV, vajilla y oro-ware.
En Exhibición 3, "La vida de un pueblo pesquero Coreano," se puede aprender acerca de las técnicas y herramientas de pesca tradicionales.
Y en el Exhibición 4, "Embarcaciones Tradicionales de Corea", se puede ver el desarrollo del transporte marítimo y la construcción naval Coreana. Hay muchos modelos que aparecen, de los barcos de la dinastía Goryeo a los engrasadores de hoy.

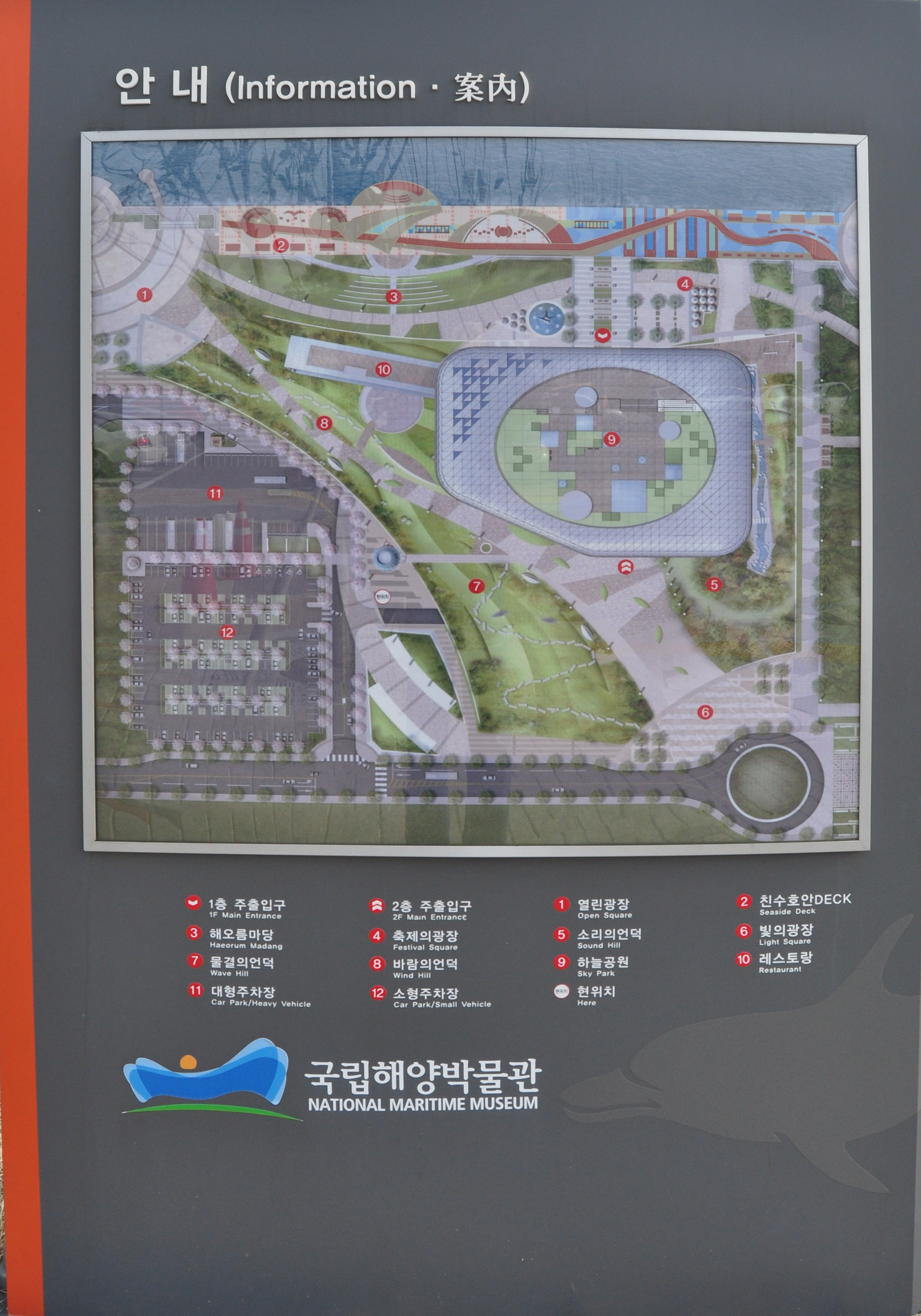
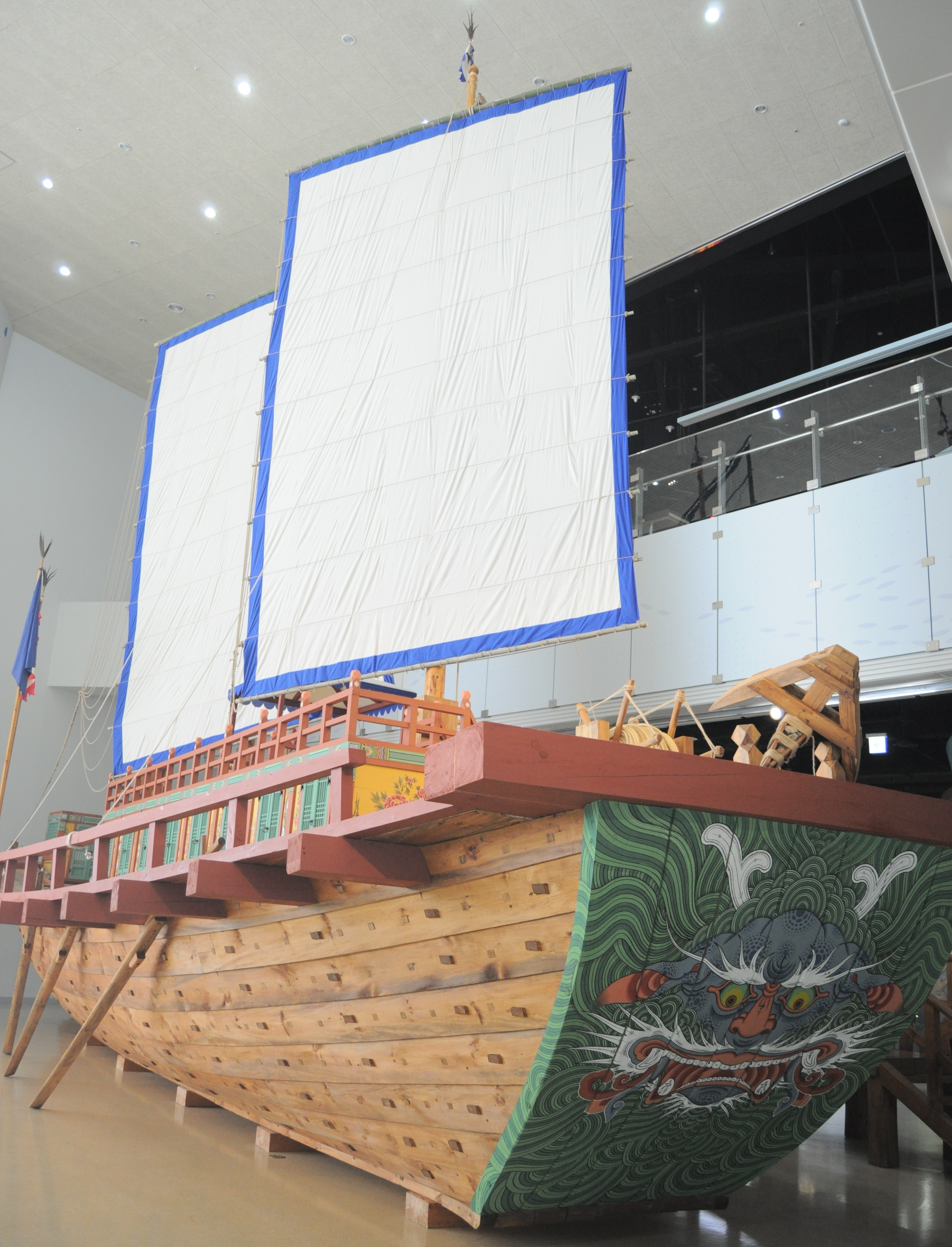
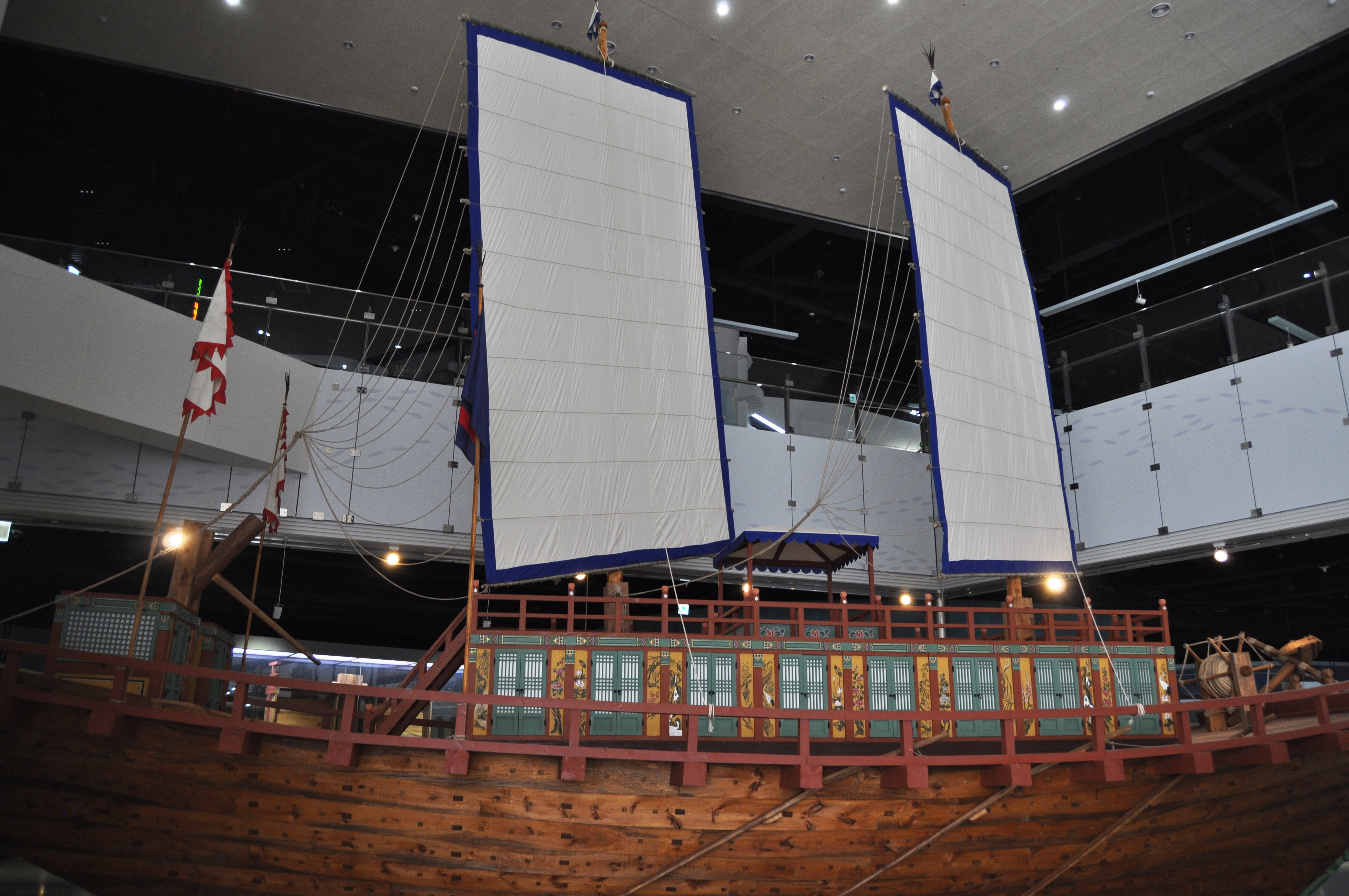
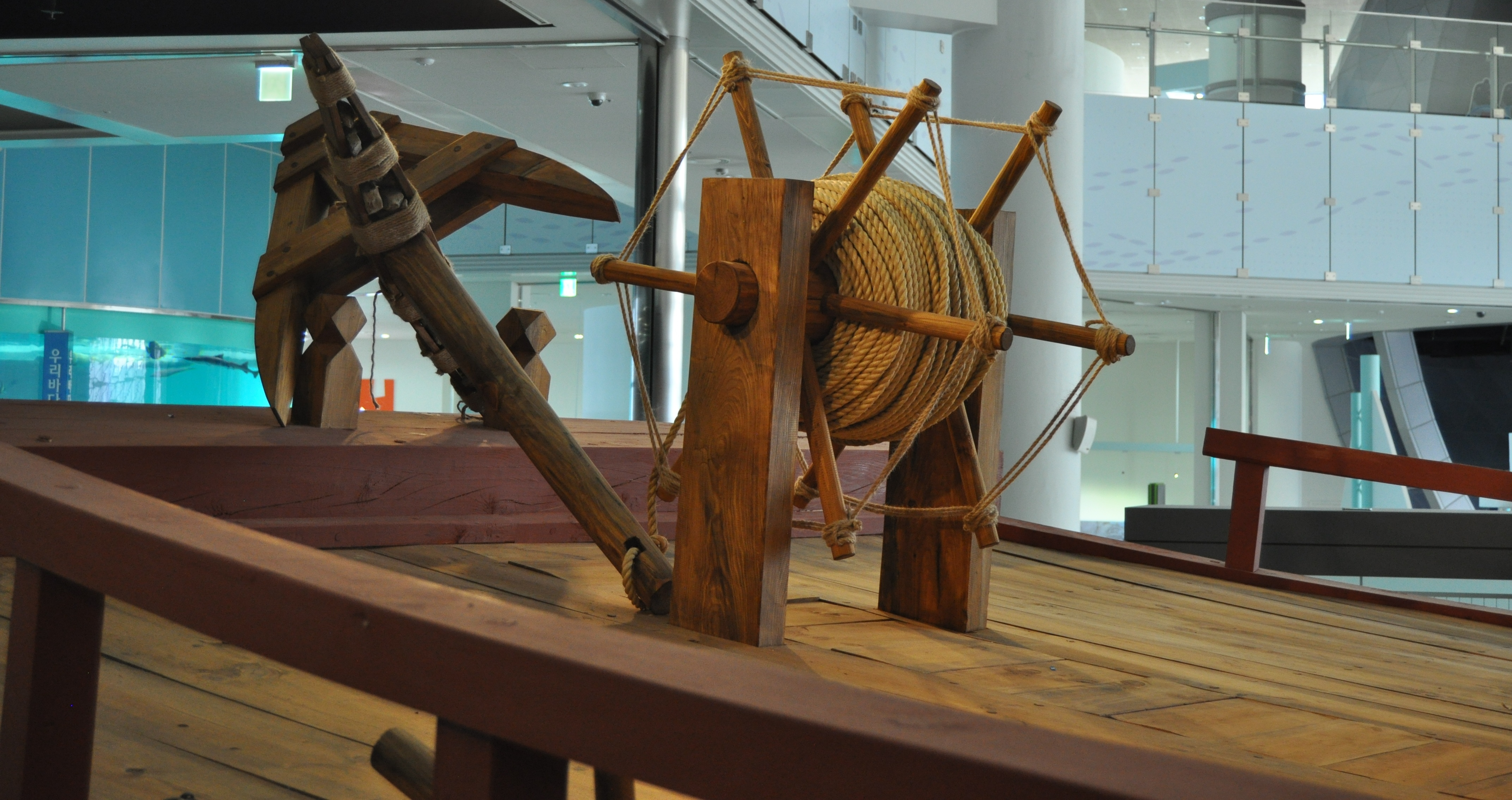